# San Telmo (Buenos Aires)
San Telmo è uno storico barrio (quartiere) della capitale argentina Buenos Aires. È uno dei quartieri più antichi della città e quello che meglio ha conservato l'antico aspetto coloniale.

## Geografia
San Telmo confina a nord, lungo Chile, con Monserrat, ad est, lungo Avenida Ing. Huergo con Puerto Madero, a sud, lungo Brasil, Avenida Paseo Colón, Avenida Martín García, con La Boca, a sud ovest, lungo Defensa e Avenida Caseros, con Constitución.

## Storia
L'origine di San Telmo risale al XVII e al XVIII secolo, quando l'area a sud del centro di Buenos Aires, popolata prevalentemente da portuali e marinai, era nota come Alto de San Pedro. Nel 1734 i gesuiti iniziarono a costruire la chiesa di San Pedro Telmo, che diede poi il nome a tutto il quartiere. Successivamente fu abitato dalle famiglie più benestanti della città fino al 1871, quando una grave epidemia di febbre gialla funestò la capitale argentina. Cercando un riparo dalla pandemia e un ambiente meno malsano, i ricchi abbandonarono in massa San Telmo e s'insediarono nelle aree sopraelevate di Retiro e Recoleta. Le grandi dimore patrizie, rimaste vuote, vennero così affittate ai numerosi migranti che sul finire del XIX secolo iniziavano ad arrivare in massa a Buenos Aires. Così da quartiere della buona borghesia, San Telmo si ritrovò ad essere una delle zone più sovraffollate, povere e sporche della città.
La decadenza di San Telmo non si arrestò nemmeno nel XX secolo, tanto che nel 1957 l'architetto Antonio Bonet avanzò la proposta demolire i vecchi caseggiati coloniali e di costruire al loro posto una serie di blocchi residenziali. Nel 1970 si ebbe un primo segnale di ripresa, quando il direttore del Museo della Città, ebbe l'idea di rivitalizzare San Telmo con un mercatino dell'antiquariato che già l'anno seguente si sarebbe affermato come uno dei principali eventi culturali della capitale argentina: la feria di San Telmo.
Nel 1978, durante l'epoca della dittatura militare argentina, l'intendente Osvaldo Cacciatore diede il via ad una serie di sventramenti del quartiere per poter allargare le avenida Independencia, San Juan e Juan de Garay e per la costruzione dell'autostrada sopraelevata 25 de Mayo.

## Monumenti e luoghi d'interesse

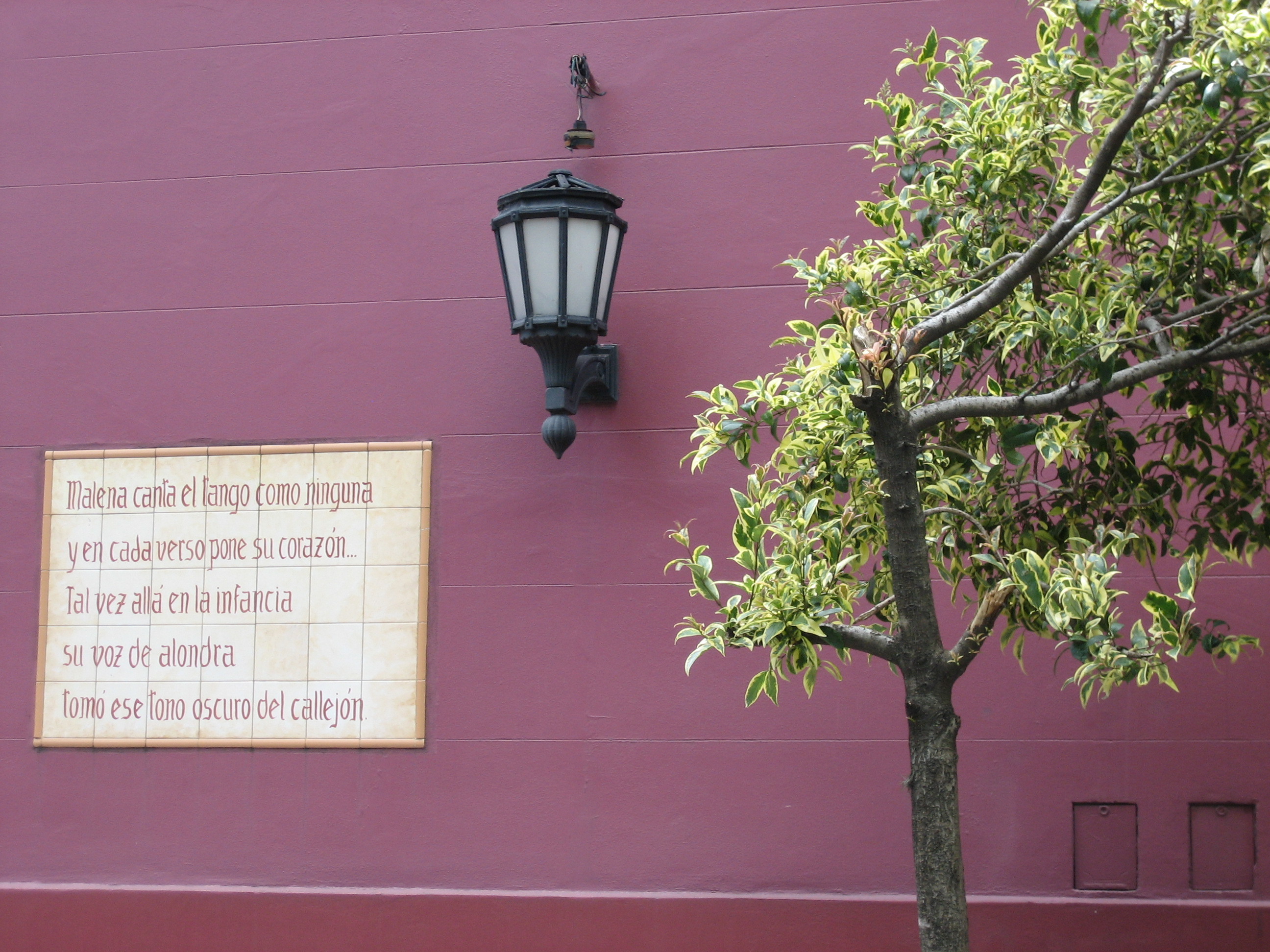
Balcarce 860, San Telmo
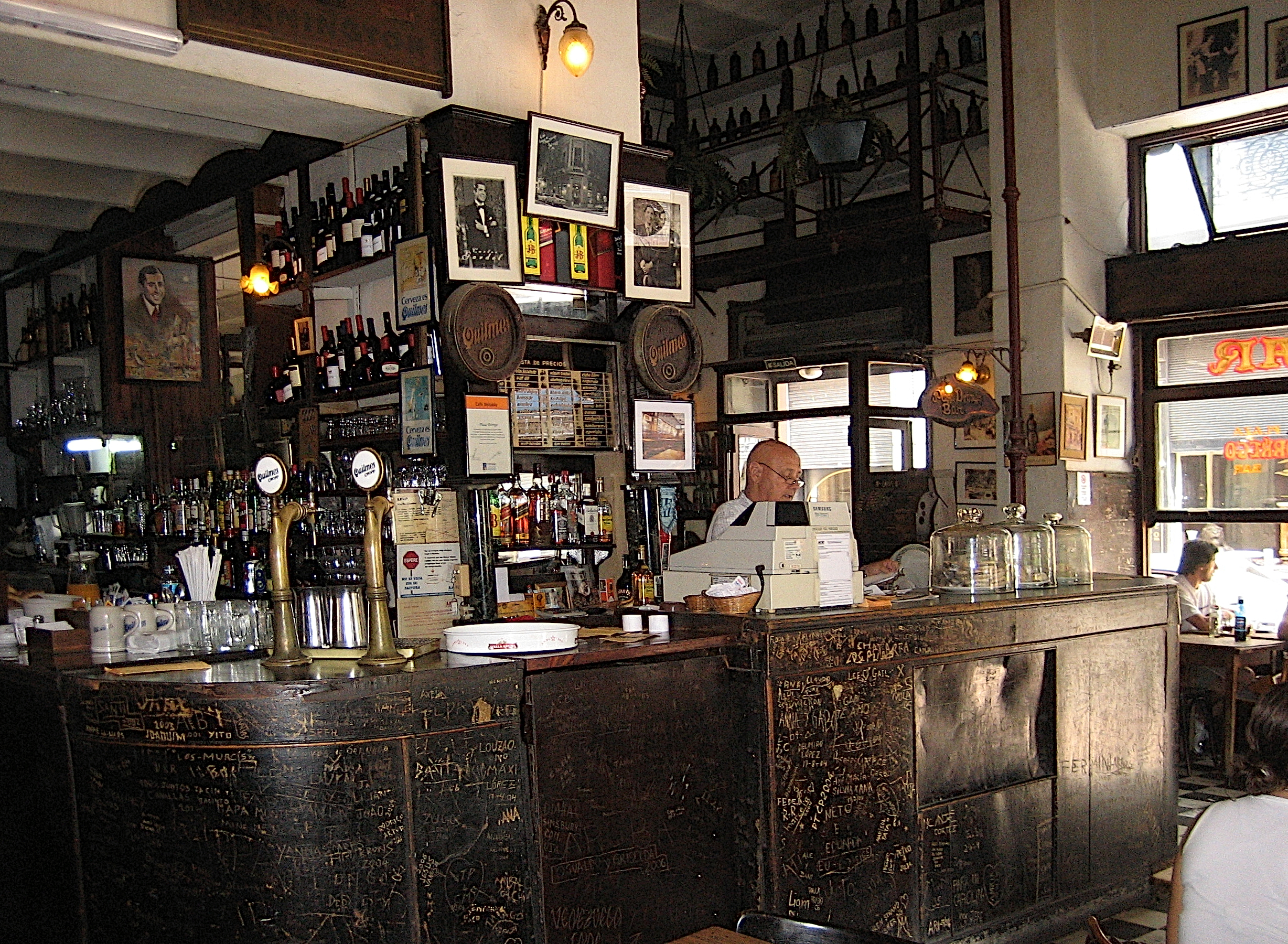
Bar in San Telmo
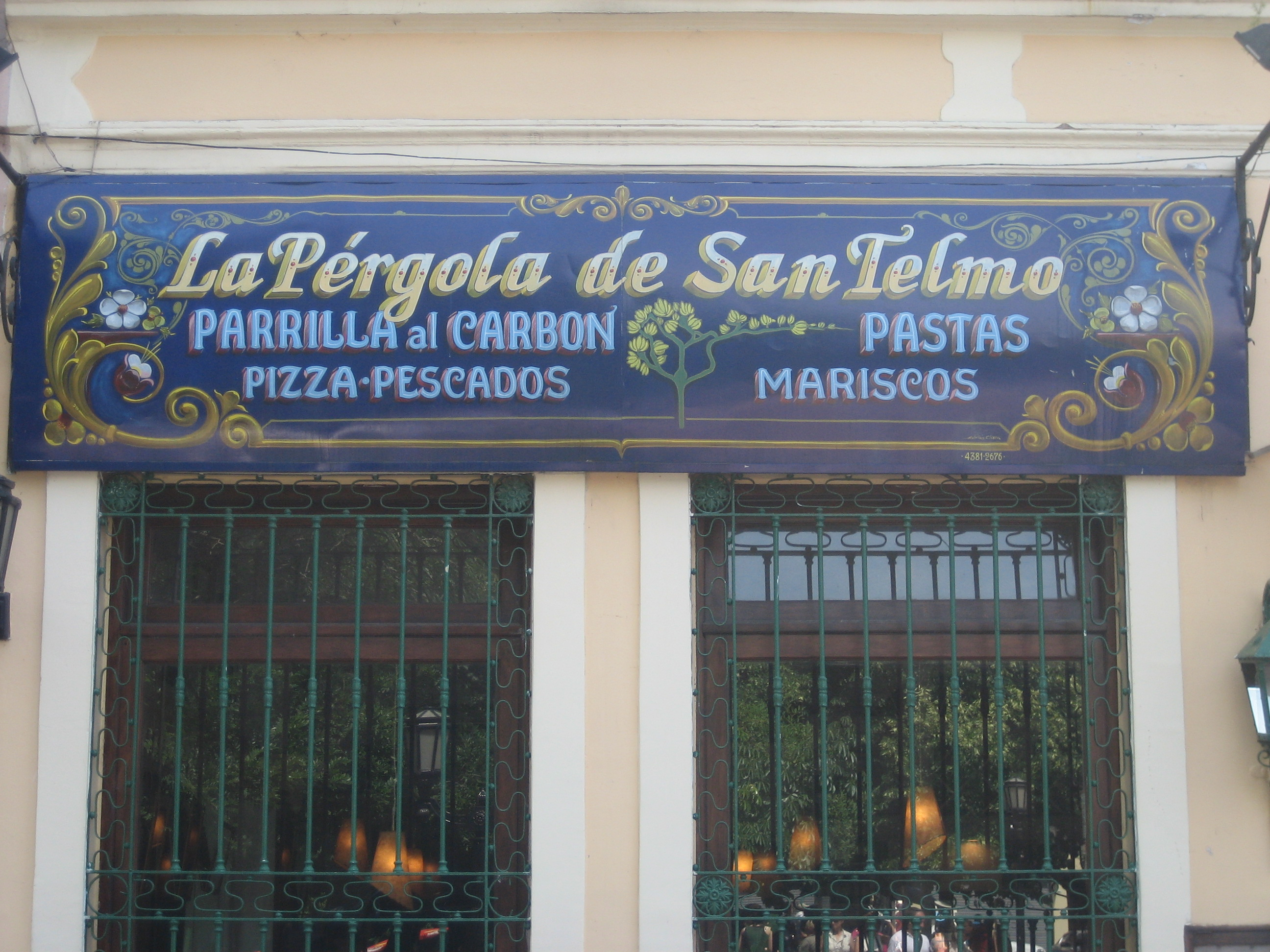
Il ristorante "La Pérgola de San Telmo"

San Telmo ospita alcune delle principali attrazioni turistiche di Buenos Aires che lo rendono uno dei quartieri più popolari e amati dai turisti. I principali luoghi d'interesse sono la chiesa di San Pedro Telmo che dà il nome al quartiere, la caratteristica plaza Dorrego, la chiesa ortodossa della Santissima Trinità, il mercato di San Telmo, il Museo Storico Nazionale, il Museo d'Arte Moderna ed il Museo d'Arte Contemporanea.

## Sport
Il principale sodalizio sportivo del barrio è il Club Atlético San Telmo, che disputa le sue partite interne presso lo stadio Osvaldo Baletto, situato nel quartiere di Isla Maciel, nel partido di Avellaneda, provincia di Buenos Aires.